# Ekspress-AT 1
Ekspress-AT 1 – rosyjski geostacjonarny satelita telekomunikacyjny świadczący usługi Direct-To-Home. Zastąpił satelitę Bonum 1. Pracuje na pozycji geostacjonarnej 56°E. Wyniesiony wraz z satelitą Ekspress-AT 2.
Zbudowany przez zakłady im. Reszetniewa. Urządzenia telekomunikacyjne dostarczone przez Thales Alenia Space. Operatorem są Rosyjskie Przedsiębiorstwo Łączności Satelitarnej.
Separacja od rakiety nośnej nastąpiła o 08:11 UTC 16 marca 2014.
Satelita posiada 32 transponderów pasma Ku, z czego 19 zostało wypożyczonych Eutelsatowi. Ogniwa słoneczne wytwarzają 5,6 kW energii elektrycznej.